# 3066 McFadden
McFadden (asteróide 3066) é um asteróide da cintura principal, a 2,1870496 UA. Possui uma excentricidade de 0,1341361 e um período orbital de 1 466,25 dias (4,02 anos).
McFadden tem uma velocidade orbital média de 18,74080585 km/s e uma inclinação de 15,56668º.
Este asteróide foi descoberto em 1 de Março de 1984 por Edward Bowell.